# Auguste Hay de Bonteville
Pour les articles homonymes, voir Hay.
Auguste Louis Marie Hay de Bonteville, né le 9 décembre 1775 à Ernée et mort le 7 janvier 1846, est un chef chouan, actif pendant la Révolution française.

## Biographie
Il était le troisième fils de Anne-Joachim, comte de Keranrais, et de Victoire du Bailleul d'Orcize.
Son oncle Victor Hay de Bonteville avait été le premier Vénérable de la loge maçonnique de Fougères mais avait été radié pour avoir donné le mot de passe à Alexandre Picquet du Boisguy, père du général Aimé Picquet du Boisguy.
Pendant la Chouannerie, il devint l'un des principaux lieutenants de Aimé Picquet du Boisguy et fut nommé chef de la colonne de Fougères Sud, surnommée Brutale en tant que lieutenant-colonel. 
Après qu'Aimé du Boisguy fut nommé brigadier-général, Bonteville reçut le commandement de la division de Fougères et fut élevé au grade de colonel.
Sa sœur épousa à Jersey en 1797, le frère ainé de Toussaint du Breil de Pontbriand.
Bonteville épousa Mlle Minault de La Hailaudière avec laquelle il eut un fils, Olympe, et une fille. 
Il fut maire de Larchamp de 1815 à 1821.